# (444030) 2004 NT33
(444030) 2004 NT33 ist ein großes transneptunisches Objekt im Kuipergürtel, das bahndynamisch als Cubewano (CKBO) oder als erweitertes Scattered Disk Object (DO) eingestuft wird. Aufgrund seiner Größe ist der Asteroid ein Zwergplanetenkandidat.

## Entdeckung
2004 NT33 wurde am 13. Juli 2004 von einem Astronomenteam, bestehend aus Mike Brown (CalTech), Chad Trujillo (Gemini-Observatorium) und Dave Rabinowitz (Yale-Universität), im Rahmen des Near-Earth-Asteroid-Tracking-Projekts (NEAT) am 1,2–m–Oschin-Schmidt-Teleskop des Palomar-Observatoriums (Kalifornien) entdeckt. Die Entdeckung wurde am 1. September 2007 zusammen mit 2003 UY413, 2003 UZ413, (612931) 2005 CA79, 2005 CB79 und 2005 UQ513 bekanntgegeben, der Planetoid erhielt später von der IAU die Kleinplaneten-Nummer 444030.
Nach seiner Entdeckung ließ sich 2004 NT33 auf Fotos bis zum 10. August 1982, die im Rahmen des Digitized-Sky-Survey-Programmes (DSS) am Siding-Spring-Observatorium gemacht wurden, zurückgehend identifizieren und so seinen Beobachtungszeitraum um 22 Jahre verlängern, um so seine Umlaufbahn genauer zu berechnen. Im August 2018 lagen insgesamt 39 Beobachtungen über einen Zeitraum von 36 Jahren vor. Die bisher letzte Beobachtung wurde im August 2018 am Purple Mountain-Observatorium durchgeführt. (Stand 7. März 2019)

## Eigenschaften

### Umlaufbahn
2004 NT33 umkreist die Sonne in 288,37 Jahren auf einer leicht elliptischen Umlaufbahn zwischen 34,83 AE und 51,84 AE Abstand zu deren Zentrum. Die Bahnexzentrizität beträgt 0,155, die Bahn ist 31,23° gegenüber der Ekliptik geneigt. Derzeit ist der Planetoid 39,22 AE von der Sonne entfernt. Das Perihel durchlief er das letzte Mal 1985, der nächste Periheldurchlauf dürfte also im Jahre 2273 erfolgen.
Marc Buie (DES) klassifiziert den Planetoiden als erweitertes SDO (ESDO bzw. DO), während das Minor Planet Center ihn als Cubewano einordnet, wobei er zu den bahndynamisch «heißen» klassischen KBO gehört; letzteres führt ihn auch als Nicht-SDO und allgemein als «Distant Object».

### Größe und Rotation
Derzeit wird von einem Durchmesser von 423 km ausgegangen, basierend auf einem Rückstrahlvermögen von 7 % und einer absoluten Helligkeit von 5,1 m. Ausgehend von einem Durchmesser von 423 km ergibt sich eine Gesamtoberfläche von etwa 562.000 km2. Die scheinbare Helligkeit von 2004 NT33 beträgt 21,01 m.
Da anzunehmen ist, dass sich 2004 NT33 aufgrund seiner Größe im hydrostatischen Gleichgewicht befindet und somit weitgehend rund sein muss, sollte er die Kriterien für eine Einstufung als Zwergplanet erfüllen. Mike Brown geht davon aus, dass es sich bei 2004 NT33 möglicherweise um einen Zwergplaneten handelt. Gonzalo Tancredi gab 2010 noch keine Empfehlung ab.
Anhand von Lichtkurvenbeobachtungen, die 2009 am Galileo- (TNG) und am Sierra-Nevada-Observatorium (OSN) (La Palma und Granada, Spanien) durchgeführt wurden, rotiert 2004 NT33 in 7 Stunden und 52,2 Minuten einmal um seine Achse. Daraus ergibt sich, dass er in einem 2004 NT33-Jahr 321203,5 Eigendrehungen („Tage“) vollführt. Da die damalige Beobachtungszeit nicht ausreichte, könnte das Ergebnis aber auch ganz falsch sein.
| Jahr                                         | Abmessungen km   | Quelle              |
| -------------------------------------------- | ---------------- | ------------------- |
| 2010                                         | 554,0            | Tancredi            |
| 2012                                         | 460,81           | LightCurve DataBase |
| 2014                                         | 423,0 +87,0−80,0 | Vilenius u. a.      |
| 2018                                         | 490,0            | Brown               |
| Die präziseste Bestimmung ist fett markiert. |                  |                     |